# Muhammad Badrriansyah
Muhammad Badrriansyah (ur. 9 stycznia 1983) – indonezyjski zapaśnik walczący w stylu wolnym. Srebrny medalista igrzysk Azji Południowo-Wschodniej w 2009 i brązowy w 2003 roku.